# Oružane snage Republike Vijetnam
Oružane snage Republike Vijetnam (Vijetnamski: Quân lực Việt Nam Cộng hòa. QLVNCH) su bile oružane snage Republike Vijetnam, poznatiji kao Južni Vijetnam. Južni Vijetnam je bila država koja je postojala na južnom dijelu današnjeg Vijetnama od 1955. do 1975. godine. QLVNCH su bile odgovorne za obranu Južnog Vijetnama od komunističke agresije Sjevernog Vijetnama i njegovih oružanih snaga unutar Južnog Vijetnama poznatog kao Viet Cong za vrijeme Vijetnamskog rata. 
Padom Južnog Vijetnama 1975. Oružane snage južnog Vijetnama su prestale postojati.

## Povijest
Oružane snage Republike Vijetnam su formalno osnovane 30. prosinca 1955. od strane predsjednika Južnog Vijetnama Ngo Dinh Diema. QLVNCH su stvorene od bivših Francuskih kolonijalnih indokineskih pomoćnih postrojbi (francuski:Supplétifs) koje su od lipnja 1951. godine bile ujedinjene u Vijetnamsku nacionalnu vojsku (Vijetnamski: Quân Đội Quốc Gia Việt Nam, QĐQGVN), (Francuski: Armée Nationale Vietnamiènne, ANV) pod francuskim vodstvom. Oružane snage novostvorene države Južni Vijetnam sastojale su se od vojske, ratne mornarice, ratnog zrakoplovstva i marinske divizije.
Ustroj Oružanih snaga Republike Vijetnam:
- Vojska Republike Vijetnam - (Vijetnamski: Lục quân Việt Nam Cộng hòa, LQVNCH) (Engleski: Army of the Republic of Vietnam, ARVN)
- Ratno Zrakoplovstvo Republike Vijetnam - (Vijetnamski: LụcKhông lực Việt Nam Cộng hòa, KLVNCH)
- Ratna mornarica Republike Vijetnam - (Vijetnamski: Hải quân Việt Nam Cộng hòa, HQVNCH)
- Marinska divizija Republike Vijetnam - (Vijetnamski: Sư Đoàn Thủy Quân Lục Chiến, TQLC]

Oružane snage Južnog Vijetnama su u svijetu bile poznatije pod engleskim imenom ARVN koji se izgovarao Arvin zbog presudne uloge Vojske Južnog Vijetnama u ratu.
Oružane snage Republike Vijetnam su od skromnih početaka i pomoćnih postrojbi za vrijeme američke vojne intervencije za vrijeme Vijetnamskog rata prerasle u moćne oružane snage s više od milijun pripadnika koje su u periodu tkz. Vijetnamizacije trebale preuzeti dužnost obrane zemlje i provođenja vojnih operacija od američke vojske. 
Procjenjuje se da su Oružane snage Južnog Vijetnama pretrpjele preko 1 394 000 stradalih pripadnika, ubijenih ili ranjenih, od toga 223 748 poginulih vojnika i 1 169 763 ranjenih naspram 58 202 poginulih američkih vojnika i preko 1 110 000 poginulih pripadnika Viet Conga i vojske Sjevernog Vijetnama.
Od postkolonijalne vojske QLVNCH je u bliskoj suradnji s američkom vojskom koja je obučavala i opremala QLVNCH prerastao u moderne Oružane snage. U razvoju QLVNCH se razlikuje nekoliko perioda. Od snaga koje su djelovale kao blokirajuće i bile marginalizirane kao defenzivne i nedovoljno modernizirane u početku američke intervencije, QLVNCH je bio tranformiran povećanjem broja vojnika, opremanjem i preustrojem kako bi preuzeo ulogu od američke vojske nakon povlaćenja. QLVNCH su postale moderne konvencionalne oružane snage koje su koristile helikoptere i borbeno zrakoplovstvo u borbi. 
Do 1974. Oružane snage Južnog Vijetnama su postale toliko efikasne da je je savjetnik predsjednika Nixona i stručnjak za protuustaničko djelovanje Robert Thompson smatrao da je redovna vojska Južnog Vijetnama dobro obučena i jedino iza Američke i Izraelske vojske u Slobodnom svijetu, a američki vojni zapovjednik u Vijetnamu general Creighton Abrams je smatrao da je 70% postrojbi Južnog Vijetnama na razini s Američkom vojskom.
Ipak nakon povlačenja američkih snaga kroz proces Vijetnamizacije Južnovijetnamske oružane snage nisu mogle efektivno ispuniti sve ciljeve koje su pred njih postavljene jer su u potpunosti bile ovisne o američkoj vojnoj opremi i logističkoj pomoći.
Na svoj vrhuncu procjenjuje se da je otprilike jedan od devet ljudi u Južnom Vijetnamu bio unovačen u vojsku čime su Oružane snage Južnog Vijetnama postale četvrte najveće na svijetu. Osim profesionalnih Oružanih snaga postojale su brojne dobrovoljačke milicije na razini regija i pojedinih sela.
Vojska Južnog Vijetnama je imala četiri zbora: I. zbor, II. zbor, III, zbor i IV. zbor koji su djelovali kao regionalna vojna zapovjedništva, jedanaest pješačkih divizija, zračnu diviziju, marinsku diviziju te južno vijetnamske komandose kao lake pješačke postrojbe.
Sjedinjene Američke Države su Južnom Vijetnamu donirale 793 994 pušaka M1, 220 300 pušaka M1 Garands, 640 000 pušaka M16, 34 000 bacača granata M79, 40 000 radio uređaja, 20 000 kamiona, 214 lakih tenkova M41 Walker Bulldog, 77 zapovjednih vozila M577, 930 oklopnih transportera M113, 120 oklopnih vozila V-100s, 190 tenkova M48.
Nakon ofenzive Sjevernog Vijetnama 1972. poznate kao Uskrsna ofenziva, SAD su Južnom Vijetnamu dopremile još 59 tenkova M48A3 Patton, 100 oklopnih borbenih vozila M-113 A1 i preko 500 dodatnih borbenih letjelica. Unatoč tolikom broju vojne opreme Oružane snage Južnog Vijetnama nisu bile opremljene kao američke postrojbe od kojih su preuzimali položaje.
Ratno Zrakoplovstvo Južnog Vijetnama je imalo preko 200 borbenih zrakoplova, A-1 Skyraider i Cessna A-37 Dragonfly te borbenih lovaca Northrop F-5, 30 zrakoplova s topovima Douglas AC-47 Spooky, 600 transportnih, izviđačkih i zrakoplova za obuku kao i 500 helikoptera. Mnogi zrakoplovi i helikopteri su oboreni od sovjetskih raketa zemlja-zrak koje je Sovjetski savez dostavio Sjevernom Vijetnamu.

## Poveznice
- Vojska Republike Vijetnam
- Vijetnamski rat

## Vanjske poveznice
- Vojni mimohod 1971. godine
- TV Kalendar: Vijetnamski rat
- TV Kalendar: Tet ofenziva
- TV Kalendar: Uskrsna ofenziva
- TV Kalendar: Operacija Lam Son 719
- TV Kalendar: Pad Južnog Vijetnama